# Raimund Dorner
Raimund Dorner (* 16. August 1831  in Graz, Steiermark, Kaisertum Österreich; † 11. März 1917 ebenda) war ein k. k. Feldmarschalleutnant.

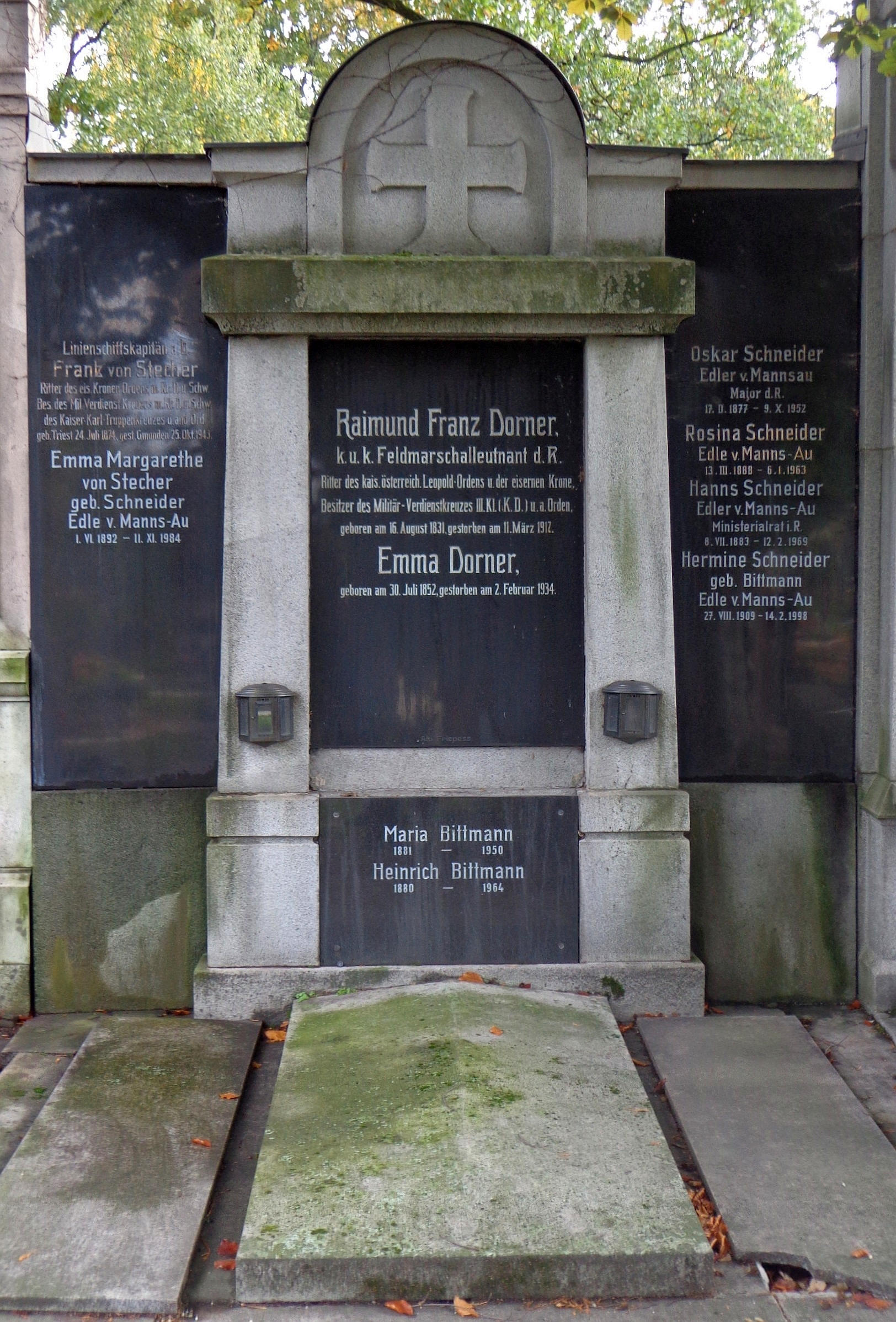
Grab FML Dorner

## Herkunft und Familie
Raimund Dorner wurde als Raimund Franz Xaver in Graz als erstes Kind des k.k. Katastral-Comissär Franz Xaver Dorner und der Cäcilia Bauer in Graz geboren. Seine drei Geschwister aus der ersten Ehe seines Vaters wurden zwischen 1832 und 1838 ebenfalls in Graz geboren. Aus einer zweiten Verbindung seines Vaters mit Katharina Krisa stammen zwei weitere Söhne, die in Eger und in Pilsen geboren wurden. Raimunds Schwester Hedwig (* 1838 in Graz) heiratete 1862 in Saaz den Kaufmann Anton Fiedler, Sohn der Franziska F. geb. Petzeli (auch geschrieben: Pezeli, Pezellen, Pecelius, Pezely). Franziska war eine Cousine der Hermine Freiin Taxis-Bordogna-Valnigra und eine Cousine des Stadtrats von Saaz, Karl Wüstl, der Onkel sowie gleichzeitig Schwiegervater von JUDr. Franz Max Broudre in Saaz war.
Am 2. Juni 1883 heiratete Raimund Dorner in Linz Emma Saxinger, eine Tochter des kaiserl. Rats, Vizebürgermeisters von Linz und Reichratsabgeordneten Eduard Saxinger.

## Werdegang
1859 Oberlieutnant des IR Freiherr von Grueber Nr. 54; 1878 Major d. 35. IR zum Kommandanten d. 15. FJB.; 1885 Oberst zum Commandanten des Infanterie-Regiments Hoch- und Deutschmeister Nr. 4; 1890 Generalmajor und 1. Juni 1892 pensioniert; 16. Januar 1916 Tit.-FML.